# Gyllebo sjö
Gyllebo sjö är en näringsrik insjö i norra delen av Österlen i Simrishamns kommun i Skåne och ingår i Helge å-Nybroåns kustområde. Sjön har en area på 0,338 kvadratkilometer och ligger 67,3 meter över havet. Gyllebo sjö och den kringliggande bokskogen är sedan 2009 ett naturreservat, Gyllebo, som ligger i Gyllebosjön Natura 2000-område och skyddas av fågeldirektivet. Sjön avvattnas av vattendraget Listarumsån. Vid provfiske har bland annat abborre, braxen, gers och gädda fångats i sjön.
Sjön tillhör Tommarpsåns avrinningsområde. Den är 1,6 kilometer lång och 300 meter bred. En 4 kilometer lång stig leder runt sjön.
På en udde på den södra sidan av sjön ligger Gyllebo slott. Vid den östra kanten finns en badplats samt möjlighet att köpa fiskekort och hyra roddbåt. Söder om sjön finns Gyllebo fritidsområde och i väster ligger scouternas lägerområde Sjöröd.

## Delavrinningsområde
Gyllebo sjö ingår i delavrinningsområde (616130-139427) som SMHI kallar för Mynnar i Tommarpaån. Medelhöjden är 81 meter över havet och ytan är 15,93 kvadratkilometer. Det finns inga avrinningsområden uppströms utan avrinningsområdet är högsta punkten. Listarumsån som avvattnar avrinningsområdet har biflödesordning 2, vilket innebär att vattnet flödar genom totalt 2 vattendrag innan det når havet efter 27 kilometer. Avrinningsområdet består mestadels av skog (32 %), öppen mark (16 %) och jordbruk (47 %). Avrinningsområdet har 0,34 kvadratkilometer vattenytor vilket ger det en sjöprocent på 2,1 %. Bebyggelsen i området täcker en yta av 0,43 kvadratkilometer eller 3 % av avrinningsområdet.

## Fisk
Vid provfiske har följande fisk fångats i sjön:
- Abborre
- Braxen
- Gärs
- Gädda
- Mört
- Ruda
- Sutare